# Ga Diên Sanh
Ga Diên Sanh là một nhà ga xe lửa tại thị trấn Diên Sanh, huyện Hải Lăng, Quảng Trị. Nhà ga là một điểm của đường sắt Bắc Nam và nối với ga Quảng Trị với ga Mỹ Chánh.